# 同儕支持員
同儕支持員（peer counseling）是「自立生活運動」（Independent Living for Disabled People）下延伸出來的服務人員。其發展的歷史，是美國 1970年代初期，因重度身心障礙者融入社區生活，勢必面臨資源銜接、生活適應等身心上的調適，因此需要同為身心障礙者且具有自立生活在社區經驗的同儕給予經驗上、心理上同理支持，並獲得資源挹注，不足處加以向公部門倡議。
經驗傳承、自我倡議、心理支持，三大內容成為同儕支持員很重要的任務與服務。因為在自立生活運動的精神底下，身心障礙者是自身的專家，因此其障礙經驗，具有傳承性、同理性、相似性的功能，能減少一般社會工作者與被服務對象關係不對等的距離感。

## 同儕支持員與一般社會工作者差異
- 同儕支持員本身一定是身心障礙者，亦較能同理。
- 需有社區自立生活經驗的身心障礙者，才能經驗傳承。
- 同儕支持員，以同理、傾聽、接納等方式，給予精神上的支持。
- 協助剛進入自立生活的身心障礙者擬定「自立生活計畫」（Independent Living Program），以適應社區生活。
- 培力身心障礙者，增進自我倡議的權益意識。
- 促進被服務身心障礙者，扮演公民角色，從而「自我選擇、自我決定、自我負責」。

## 爭議
- 同儕支持員是否必定為同障別互相支持？還是跨越障別？若非單一障別，如何真正達到同理？但若一定要是同樣障別者，將大大限制同儕支持員的服務範圍。

- 同儕支持員是否為有給職的半專業人員？還是志工性質的支持服務？若是正式的有給職服務，需評估成果效益，使得同儕支持員的效能成為帶有「功利」性質的服務，反而失去互助式的本意。但沒有薪資，則很難長久在團體中提供服務。